# Manor Racing
Manor Racing MRT (como compañía, Manor Grand Prix Racing LTD) fue una escudería británica de Fórmula 1, propiedad de Manor Motorsport. La base del equipo fue el anterior Marussia (2012-2015) y originalmente Virgin (2010-2011).
Manor estuvo controlado por el empresario irlandés Stephen Fitzpatrick, fundador de Ovo Energy.
Participó únicamente en la temporada 2016. Manor atravesó complicaciones económicas, que implicaron ser puesta en administración el 6 de enero de 2017. Si bien los administradores mantuvieron conversaciones con varios posibles compradores, nunca se llegó a un acuerdo. Finalmente, el equipo cesó sus actividades el 27 de febrero de 2017, sin poder disputar dicha temporada.

## Historia

### Antecedentes
Manor Motorsport compró derechos del equipo Marussia F1 Team en 2015, pero Marussia siguió siendo constructor de los coches. El equipo se inscribió bajo el nombre de «Manor Marussia F1 Team» y los monoplazas llevaban el nombre de «Marussia». Sus pilotos titulares fueron Will Stevens y Roberto Merhi y usaron una versión "B" del coche anterior. En 2016, el equipo finalmente pasó a denominarse Manor Racing.

### Temporada 2016
Para la temporada 2016, Manor usó motores fabricados por Mercedes-Benz y usó componentes de la transmisión y la suspensión de Williams Racing. Además, el equipo también contará con Nicholas Tombazis como jefe de aerodinámica.
El 19 de enero de 2016, Manor Motorsport confirmó la participación como Manor Racing. Poco después se confirmó la dupla a Rio Haryanto y Pascal Wehrlein. Por otra parte, Alexander Rossi, piloto de IndyCar, fue piloto probador de la escudería.
En el Gran Premio de Austria Manor consigue su primer punto en Fórmula 1 de la mano de Pascal Wehrlein quien finalizó la carrera en el décimo puesto.
El 10 de agosto, se confirmó que Esteban Ocon sustituiría a Rio Haryanto hasta el final de temporada. Por otro lado, Jordan King rodó con el MRT05 en sesiones de enteramientos libres.

### 2017, intento de permanencia

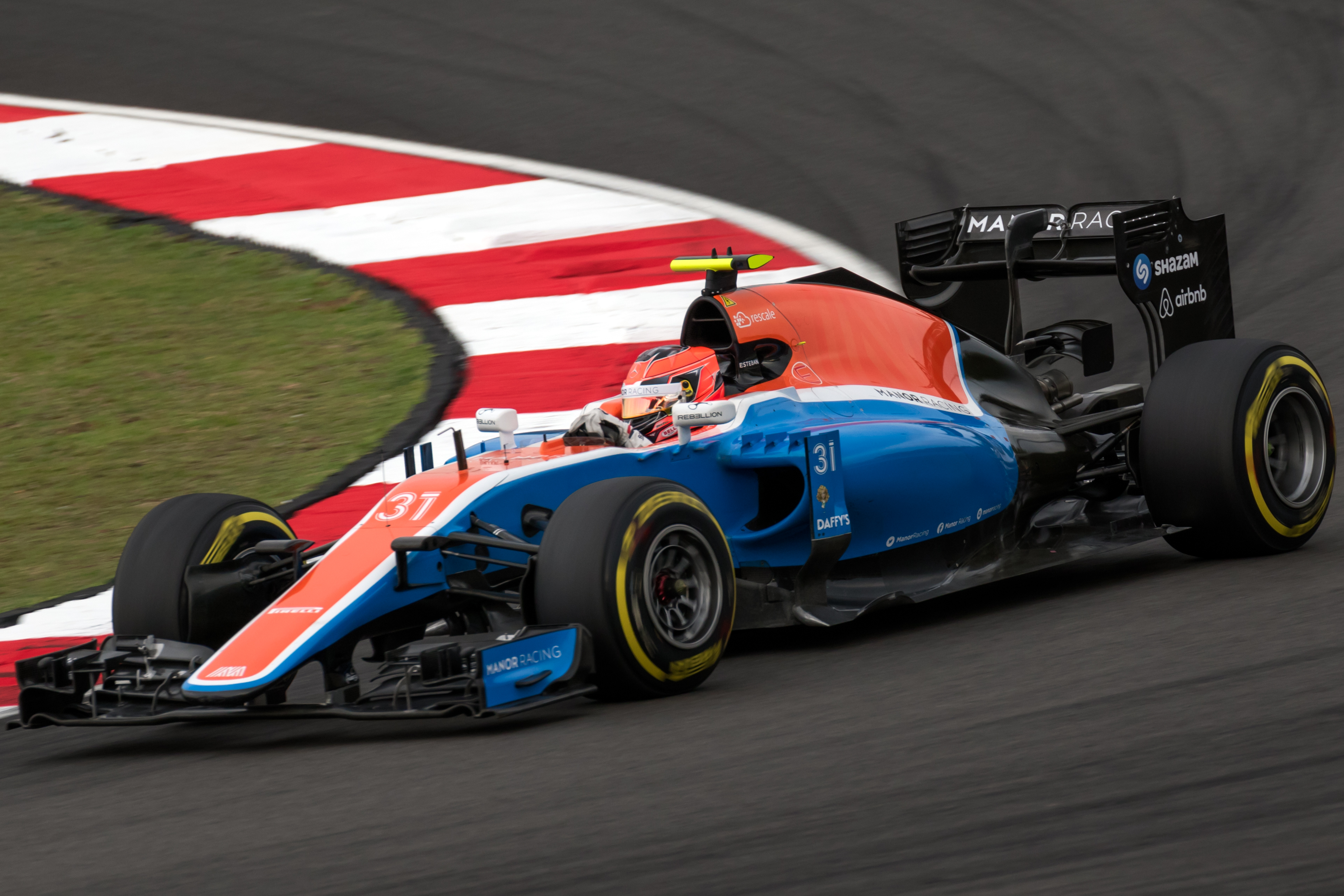
Esteban Ocon en el Gran Premio de Malasia de 2016.

El hecho de perder el décimo puesto en el mundial de constructores significó un duro golpe para la escuadra británica, la cual fue puesta en administración el 6 de enero de 2017 junto con su compañía hermana Just Racing Services Ltd.
Si bien los administradores mantuvieron conversaciones con varios posibles compradores, nunca se llegó a un acuerdo.
El equipo cesó sus actividades el 27 de febrero de 2017. Todos sus activos fueron subastados en mayo del mismo año por la empresa Gordon Brothers.

## Sede
Manor se instaló en Donnington, lugar donde se situaron las antiguas instalaciones de la escudería Virgin Racing. Esto fue porque Marussia subastó su sede y fue adquirida por Haas F1 Team.

## Resultados

### Fórmula 1
(Clave) (negrita indica pole position) (cursiva indica vuelta rápida)

| Año     | Chasis | Motor                               | Neu. | N.º | Pilotos         | 1   | 2   | 3   | 4   | 5   | 6   | 7   | 8   | 9   | 10  | 11  | 12  | 13  | 14  | 15  | 16  | 17  | 18  | 19  | 20  | 21  | Puntos | Pos. |
| ------- | ------ | ----------------------------------- | ---- | --- | --------------- | --- | --- | --- | --- | --- | --- | --- | --- | --- | --- | --- | --- | --- | --- | --- | --- | --- | --- | --- | --- | --- | ------ | ---- |
| 2016    | MRT05  | Mercedes PU106C Hybrid 1.6 V6 Turbo | P    |     |                 | AUS | BHR | CHN | RUS | ESP | MON | CAN | EUR | AUT | GBR | HUN | GER | BEL | ITA | SIN | MYS | JPN | USA | MEX | BRA | ABU | 1      | 11.º |
| 2016    | MRT05  | Mercedes PU106C Hybrid 1.6 V6 Turbo | P    | 31  | Esteban Ocon    |     |     |     |     |     |     |     |     |     |     |     |     | 16  | 18  | 18  | 16  | 21  | 18  | 21  | 12  | 13  | 1      | 11.º |
| 2016    | MRT05  | Mercedes PU106C Hybrid 1.6 V6 Turbo | P    | 88  | Rio Haryanto    | Ret | 17  | 21  | Ret | 17  | 15  | 19  | 18  | 16  | Ret | 21  | 20  |     |     |     |     |     |     |     |     |     | 1      | 11.º |
| 2016    | MRT05  | Mercedes PU106C Hybrid 1.6 V6 Turbo | P    | 94  | Pascal Wehrlein | 16  | 13  | 18  | 18  | 16  | 14  | 17  | Ret | 10  | Ret | 19  | 17  | Ret | Ret | 16  | 15  | 22  | 17  | Ret | 15  | 14  | 1      | 11.º |
| Fuente: |        |                                     |      |     |                 |     |     |     |     |     |     |     |     |     |     |     |     |     |     |     |     |     |     |     |     |     |        |      |

## Monoplazas
La siguiente galería muestra los modelos utilizados por Manor en Fórmula 1.
| Evolución histórica |
| Manor MRT05 (2016)  |
|                     |
| Manor MRT05 (2016)  |